# Conférence de Cannes
La conférence de Cannes est une réunion qui se déroule dans la ville éponyme du 6 au 13 janvier 1922. Elle rassemble les pays vainqueurs de la Première Guerre mondiale avec l'objectif de réorganiser les relations intra-européennes sous l'égide franco-britannique.
La conférence était vivement souhaitée par le Premier ministre du Royaume-Uni, David Lloyd George, et par le président du Conseil français, Aristide Briand, pour discuter de problèmes jugés urgents, notamment de l'opportunité de tenir une véritable conférence internationale pour aborder la question de la reconstruction économique européenne et de la nécessité de réduire les paiements des dettes de guerre allemandes.
Toutefois, la conférence s'arrête brusquement lorsque le milieu politique français apprend les volontés du gouvernement d'alléger les réparations allemandes, provoquant l'échec de la conférence et le renversement du gouvernement Aristide Briand le 12 janvier 1922. Les réparations sont finalement aménagées avec le plan Dawes en août 1924 et le plan Young en juin 1929.

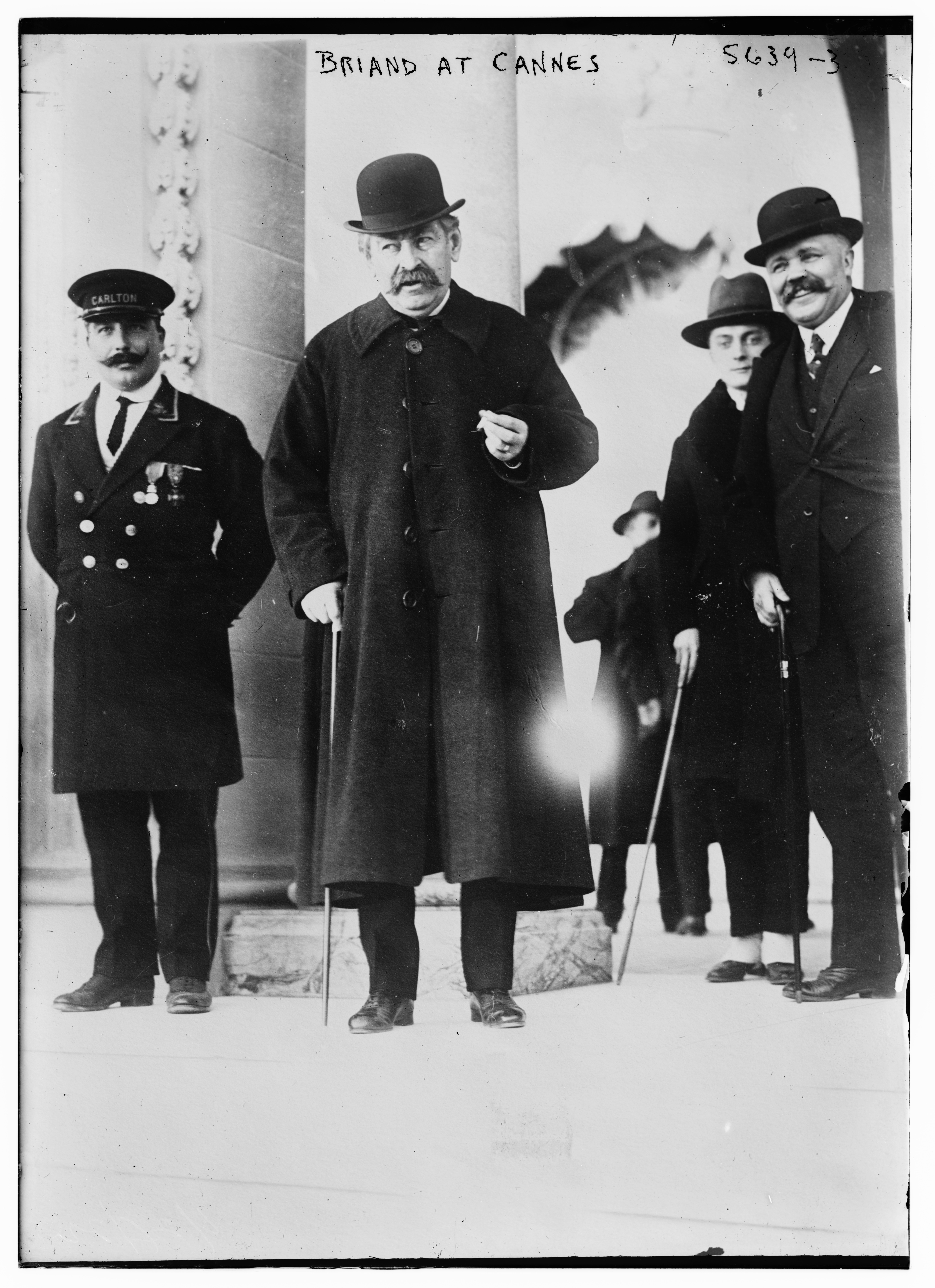
Aristide Briand
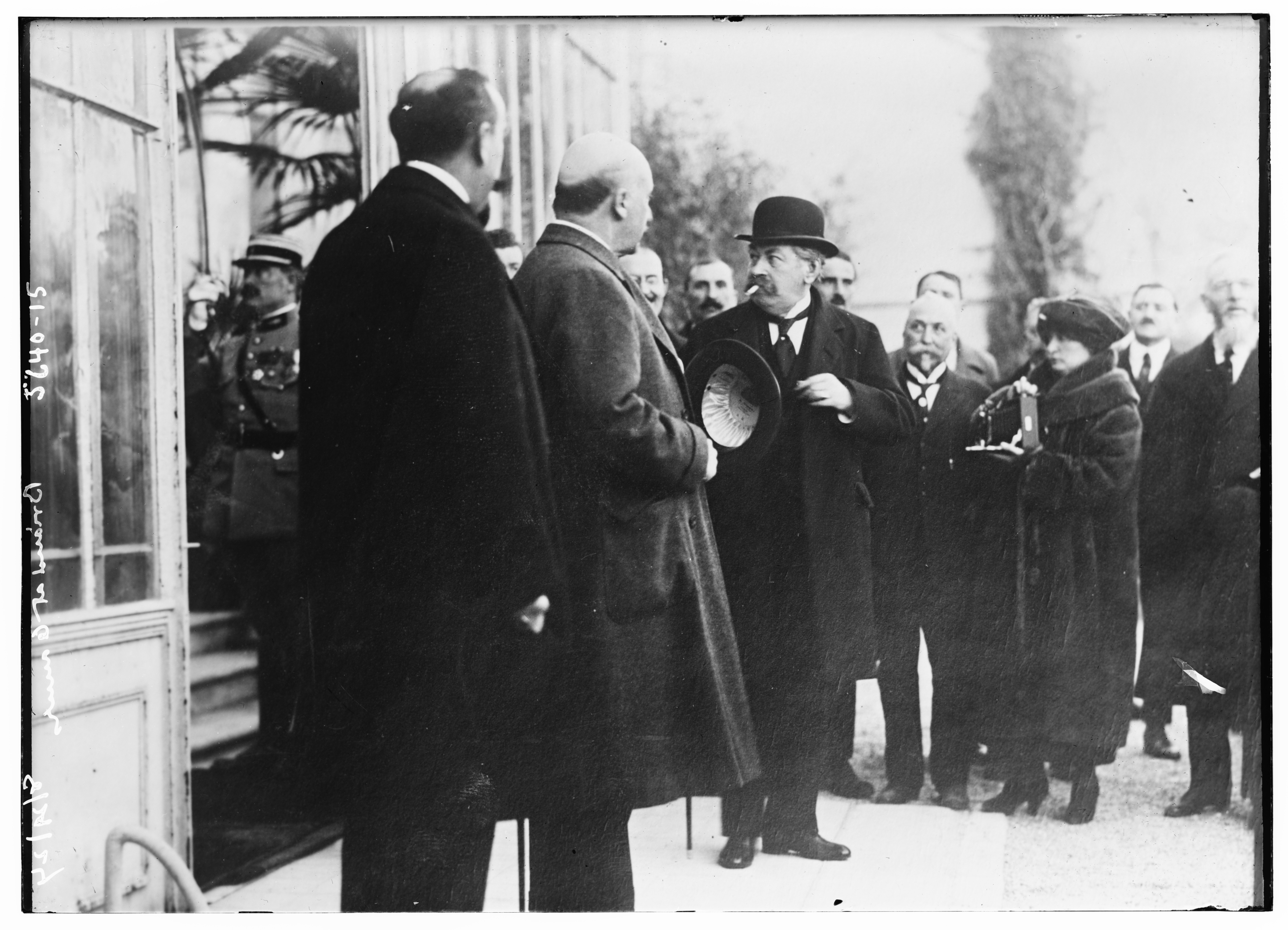
Aristide Briand
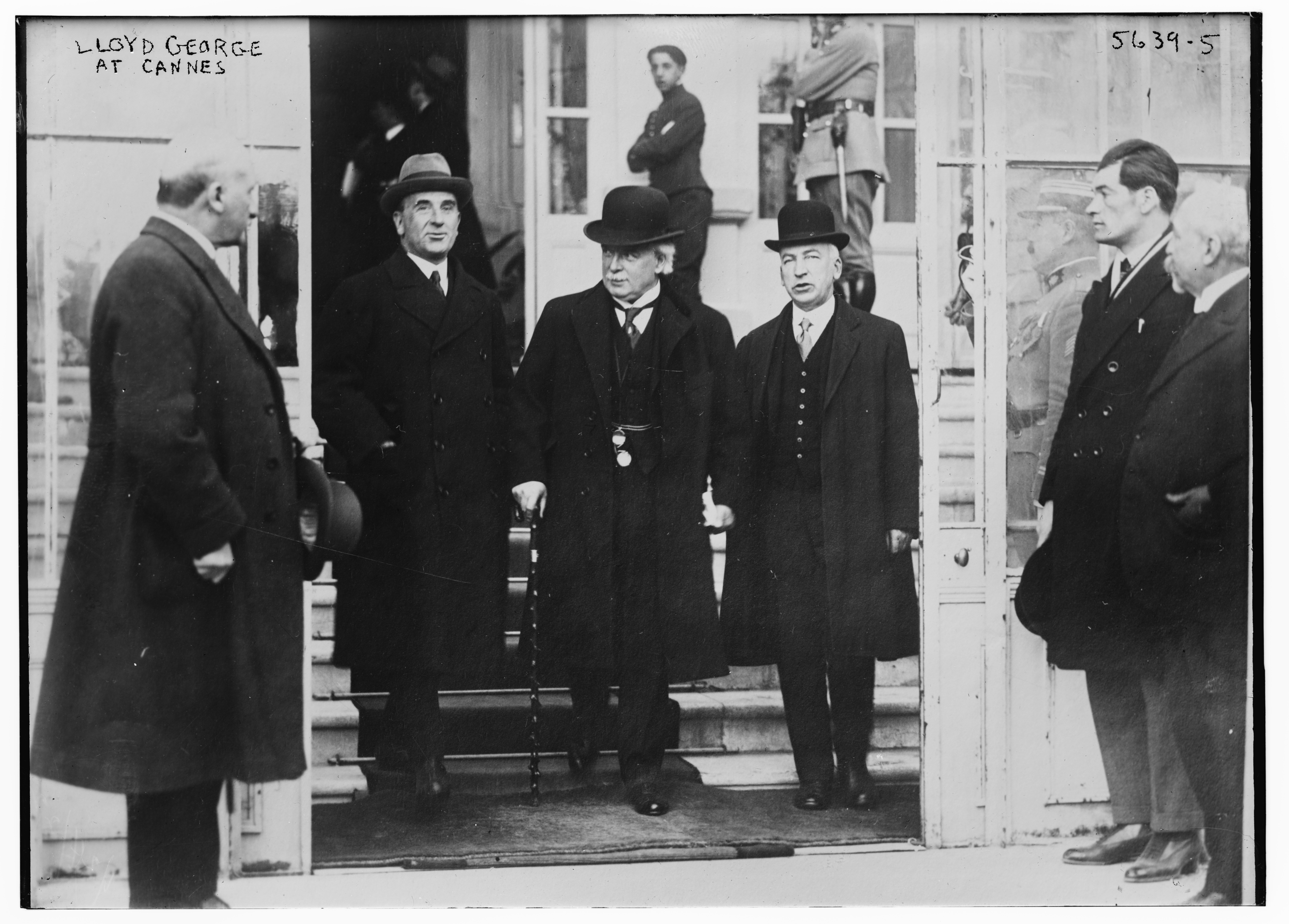
David Lloyd George
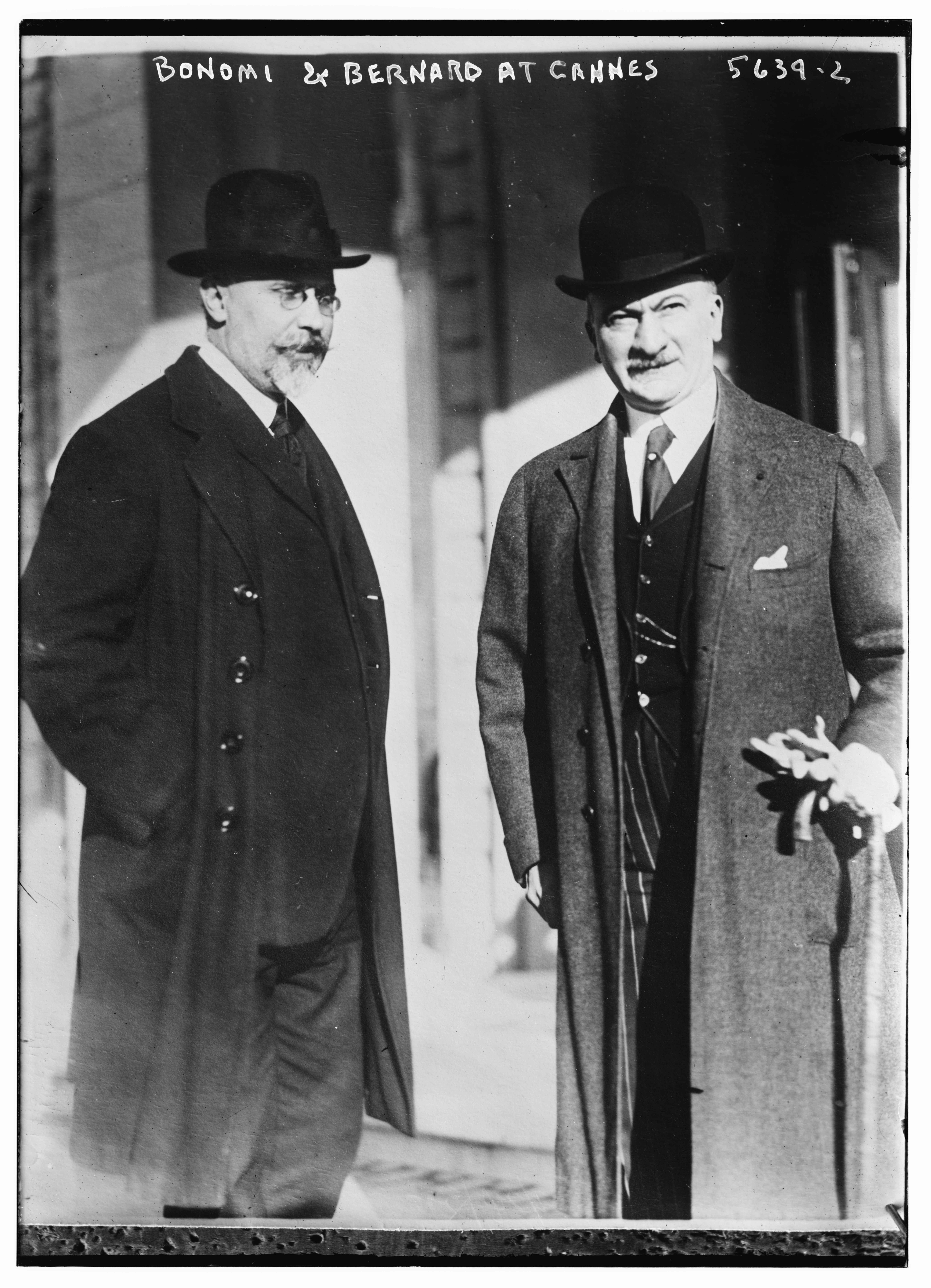
Bonomi et Bernard
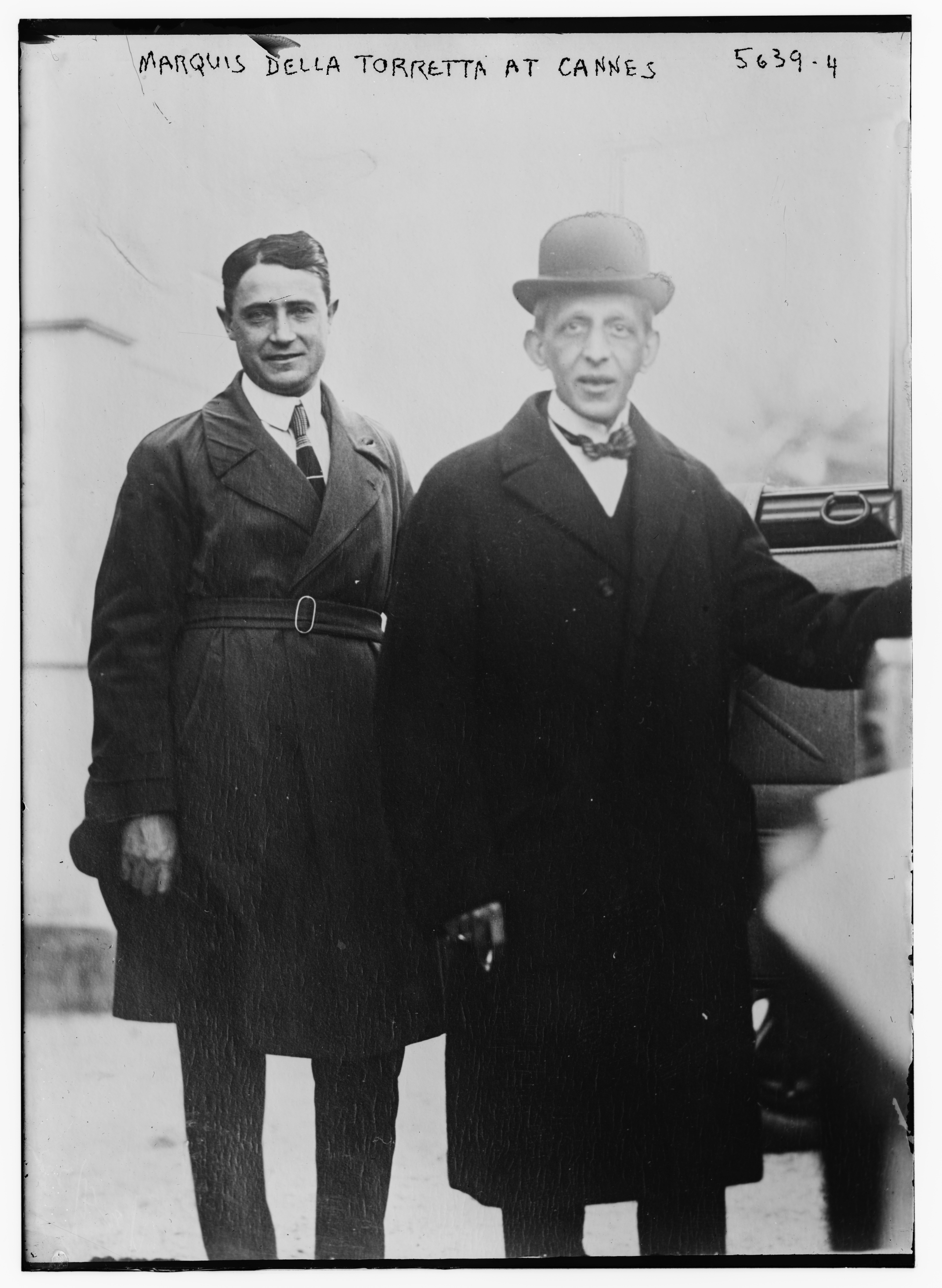
Marquis Della Torretta

## Déroulement
La conférence de Cannes, dont les séances officielles se tiennent au Clercle nautique, tourne autour des discussions entre le président du Conseil français Aristide Briand et le Premier ministre du Royaume-Uni David Lloyd George. Elles portent sur l'épineux problème des réparations de guerre que l'Allemagne devait payer aux Alliés en vertu du traité de Versailles du 28 juin 1919. Si elle ne souhaite pas être isolée sur le plan international, la France est amenée à accepter un allègement des réparations en contrepartie de garanties britanniques en cas d'agression allemande sur le Rhin. Telle est la proposition faite par Lloyd George et qu'Aristide Briand était prêt à accepter.
Cette éventualité dévoilée par la presse, pendant que les négociateurs demandaient à des délégués allemands de se joindre à eux, provoque un tollé dans le milieu politique parisien. Le président de la République française Alexandre Millerand, sortant de son rôle d'arbitre, désavoue son président du Conseil, critiqué par ailleurs par certains de ses ministres, tels Louis Barthou et Paul Doumer. Sa majorité s'effrite à la Chambre des députés, et Raymond Poincaré incarne la lutte au Sénat.
Le 11 janvier 1922, Aristide Briand quitte précipitamment Cannes pour expliquer sa politique à la tribune de la Chambre des députés le lendemain. Il termine son discours par la formule : « Voilà ce que j'ai fait. Voilà où nous en étions lorsque j'ai quitté Cannes. D'autres feront mieux » laissant les députés, mais aussi ses propres ministres interloqués. Cette démission provoque le renversement de son gouvernement le 12 janvier 1922, et ajourne sine die la conférence de Cannes.
La conférence fut suivie par le directeur du journal italien Il Popolo d'Italia — promis à un destin politique international — Benito Mussolini.